# عملية ويلفريد
عملية ويلفريد هي عملية بحرية بريطانية خلال الحرب العالمية الثانية تضمنت تلغيم القناة بين النرويج وجزرها البحرية لمنع نقل خام الحديد السويدي عبر المياه النرويجية المحايدة لاستخدامه في دعم المجهود الحربي الألماني. افترض الحلفاء أن ويلفريد سيثير استجابة ألمانية في النرويج وأعدوا عملية منفصلة تعرف باسم الخطة R 4 لاحتلال نارفيك ومواقع مهمة أخرى.
في 8 أبريل 1940 ، تم تنفيذ العملية جزئيًا، ولكن الأحداث تجاوزتها نتيجة الغزو الألماني في اليوم التالي للنرويج والدنمارك ( عملية Weserübung ) ، والتي بدأت بدلاً من ذلك الحملة النرويجية .

## خلفية
مع اندلاع الحرب في 3 سبتمبر 1939 ، بدأت بريطانيا وفرنسا حصارًا بحريًا لإضعاف ألمانيا من خلال حرمانها من الواردات الحيوية التي تحتاجها لمواصلة جهودها الحربية. كان خام الحديد أحد أهم الواردات، وهو ضروري لتصنيع الفولاذ الذي تم استخدامه لبناء السفن والدبابات والطائرات للقوات المسلحة الألمانية. المصدر الأساسي لتلك السلعة كان عبر السويد المحايدة، والتي كان ونستون تشرشل ، ثم اللورد الأول للأميرالية، عازمًا على منع تلك الامدادات لغرض تقييد قدرة ألمانيا على القتال. و للقيام بذلك، طور خطة لتلغيم الممر النرويجي، الممرات البحرية المحمية على طول الساحل الغربي الصخري للنرويج والتي تستخدمها السفن الألمانية لنقل الخام داخل المياه المحايدة إلى موانئها الأصلية. من خلال القيام بذلك، كان تشرشل يأمل في إجبار سفن الخام على الخروج في عرض البحر حيث يمكن لسفن مكافحة التهريب المحاصرة من أن تغرقها أو ان تستولي عليها.
كانت بريطانيا وفرنسا حريصة على منع استيلاء ألمانيا على الدول الاسكندنافية الاستيلاء الذي من شأنه أن يقلل إلى حد كبير من فعالية الحصار وتأمين إمدادات غير محددة من خام الحديد. بالإضافة إلى ان مثل هذه الخطوة ستزود الألمان بالعديد من الموانئ البحرية والقواعد التي يمكنهم من خلالها القيام بمهام القصف والاستطلاع فوق بريطانيا. لمنع حدوث ذلك، فكر الحلفاء في احتلال البلدين المحايدين، لكن الخطة لم تسفر في النهاية عن أي شيء.
بحلول أواخر مارس 1940 ،خطة تلغيم المياه النرويجية، والتي كان تشرشل يحث زملائه على الإذن بها ولكن لأسباب متنوعة لم يتم تنفيذها بعد، مرتبطة بخطة منفصلة لإرسال الألغام البحرية أسفل نهر الراين وذلك لتدمير الجسور العائمة الألمانية والصنادل والشحن في اتجاه مجرى النهر. اعتبر البريطانيون الخطة الأخيرة، المعروفة باسم عملية البحرية الملكية، وسيلة للرد على الأضرار الجسيمة والخسائر في الأرواح التي ألحقها بهم الألمان باستخدام الالغام المغناطيسية، لكن الفرنسيين اعترضوا على خطة خشية أن يؤدي ذلك إلى انتقام ألماني أوسع ضدهم.
في 3 نيسان، بدأ البريطانيون بتلقى تقارير عن تراكم كثيف للشحنات والقوات في موانئ بحر البلطيق الألمانية روستوك ، شتتين وSwinemunde . كان من المفترض أن تكون جزءًا من قوة تم إرسالها لمواجهة تحرك الحلفاء ضد الدول الاسكندنافية (كان لدى الألمان بعض المعلومات بخطط الحلفاء نتيجة لعمل المخابرات الخاصة بهم) ولذا في ذلك اليوم، اتخذ البريطانيون قرارًا بالمضي قدمًا في تلغي مسار خام الحديد بشكل منفصل عن عملية البحرية الملكية، وتم تحديد موعد 8 أبريل للأميرالية لتنفيذه.

Vestfjorden ، مع Lofoten إلى الغرب والبر الرئيسي إلى الشرق